# Tibouchina granulosa
Espèce
Classification phylogénétique
Tibouchina granulosa, la quaresmeira en portugais, est une espèce de plantes à fleurs de la famille des Melastomataceae. C'est un arbre tropical pouvant atteindre 15 m de haut originaire du Brésil et de l'est de la Bolivie très apprécié pour son abondante floraison violette.

## Galerie

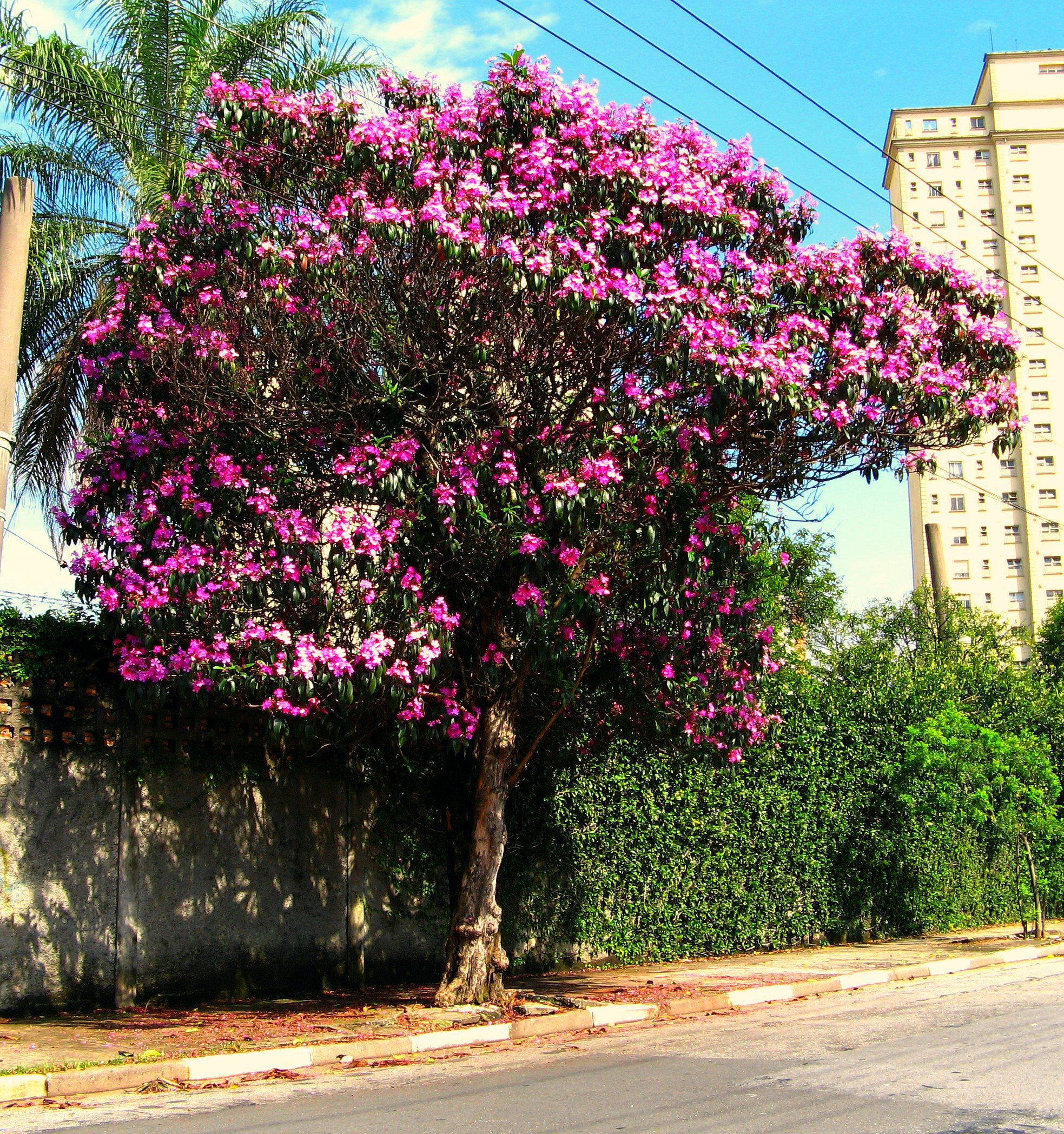
Variété Kathleen.
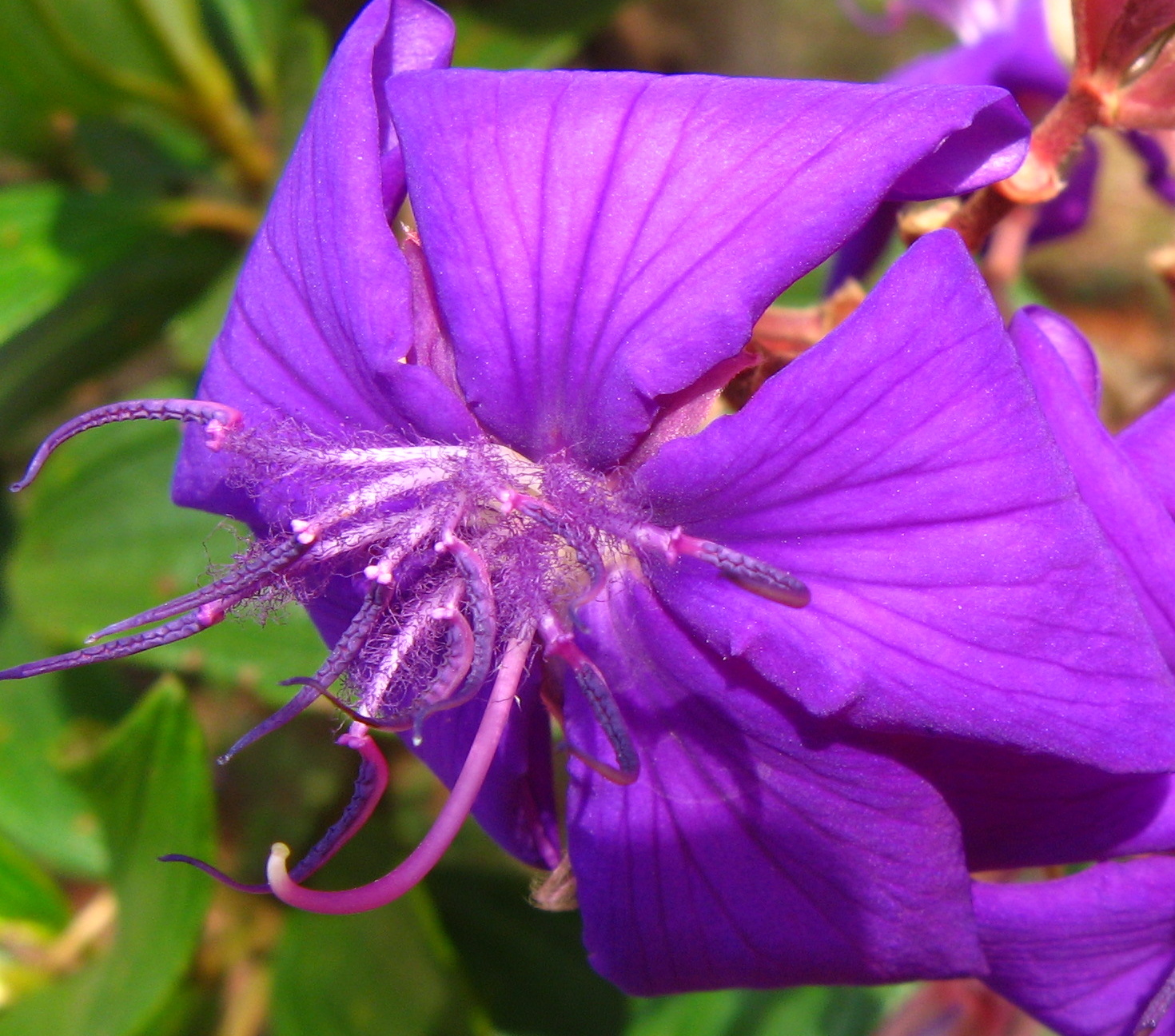